# 座標の主権
座標の主権（ざひょうのしゅけん、英：Sovereignty of Coordinates）とは、国がもつ主権の一つで、位置の座標すなわち国家座標を国が決定できる権限をいう。

## 座標の主権の放棄と回復

### 座標の主権の放棄
GPS/GNSSの発達により、WGS84座標系が使われ、各国の主権に基づく座標系が事実上放棄されることをいう。

### 座標の主権の回復
各国で電子基準点 (CORS) 網を整備し、それに基づいて測位補強をすることで、各国の座標系を主権によって定められたものに是正することをいう。

## 国際と国定の座標系

### WGS84座標系
米国の国防総省が規定した世界測地系であり、国際条約により海空交通で利用されている。

### 国定座標系
各国の主権に基づいて制定された座標系をいう。主に土地（陸地）の座標系であり、各国特有の地殻変動が考慮された座標系になっている。